# Lucien Deslinières
Michel Albert Lucien Deslinières, dit Lucien Deslinières, né en 1857 à Vierzon (Cher) et mort en 1937 à Vernouillet (Yvelines), est un journaliste, écrivain, homme politique et théoricien socialiste français. 
D'abord opposé au socialisme, il finit par se convertir en rejoignant le Parti ouvrier français (POF) et devient un militant actif et un écrivain prolifique. Après la Première Guerre mondiale, il s'enthousiaste pour la Révolution bolchevique et est nommé "commissaire du peuple" à l'agriculture en Ukraine en 1920. Cependant, vite déçu par le marxisme, il entame, tout en restant socialiste, une critique systématique de cette doctrine dans son ouvrage "Délivrons-nous du Marxisme" paru en 1923.

## Biographie

### Débuts dans le journalisme et antisocialisme
Lucien Deslinières commence ses études au collège de Montluçon mais celles-ci sont interrompues et il est contraint de les compléter en consacrant son temps libre à la lecture. A 16 ans, il débute dans le journalisme en collaborant au journal "Le Républicain de l'Allier" puis fonde le 15 janvier 1880 le journal "La Démocratie bourbonnaise", qui trihebdomadaire au début, deviendra un quotidien avec comme nouveau nom "La Démocratie du Centre". Durant ses premières années de journalisme il entre en désaccord avec de nombreux socialistes, dont le maire Christophe Thivrier. Par la suite, il entre sur le terrain de l'Assistance publique en devenant l'administrateur délégué des hospices et du bureau de bienfaisance de Montluçon et se consacra à la réorganisation de l'établissement. Il souhaitait par ces changement introduire un élargissement des capacités et des ressources du bureau de bienfaisance afin de lutter contre la misère de la population ouvrière Montluçonnaise.

### Le ralliement au socialisme
D'abord républicain opportuniste, il adhère au socialisme à la fin du 19è siècle, plus particulièrement en 1892 en adhérant au Parti ouvrier français fondé par Jules Guesde. 
Comme de nombreuses personnalités socialistes, par exemple Louise Michel, il entre en 1892 dans la loge « Union et Solidarité » du Grand-Orient de France.
Il fondera, en 1902, Le Socialiste des Pyrénées-Orientales, organe de presse de la fédération SFIO des Pyrénées-Orientales pour laquelle il exercera la fonction de secrétaire général.
Bien que principalement connu pour ses œuvres antimarxistes, il a été reconnu par Jules Guesde, alors ministre durant la Grande Guerre, Jean Jaurès ainsi que Lénine alors convaincu par Rakovski de ses théories agricoles qui le mandatera auprès des républiques socialistes soviétiques d'Ukraine et du Turkestan.
Toutefois, à son retour, il commencera son travail de publication critiques du marxisme et du bolchévisme basées sur les observations faites durant son séjour. Ce qui aura pour effet de l'isoler à la fois de la SFIO et du jeune PCF.

## Travaux
- L'application du système collectiviste, 1899
- Projet de code socialiste, 1908
- Le Maroc socialiste, 1912
- Comment se réalisera le socialisme, 1919. Translated by Eden and Cedar Paul as The coming of socialism
- La France nord-africaine; étude critique de la colonisation anarchique pratiquée jusqu'à ce jour. Projet de colonisation organisée, 1920
- Délivrons-nous du Marxisme, 1923 (lire en ligne)
- La production intensive, 1923
- Principes d'économie socialiste, 1924
- Dans l'ornière marxiste, en France, en Russie : pour en sortir, 1927